# Chiesa di San Michele Arcangelo (Empoli Vecchio)
La chiesa di San Michele Arcangelo a Empoli Vecchio era un edificio sacro situato a Empoli.

## Storia
Una Ecclesiam Sancti Michaelis in Impore appare citata il 30 aprile 780 nell'atto di fondazione della badia di San Savino a Pisa, ma probabilmente si tratta di un falso. Il primo documento certo è del 10 dicembre 1119 quando i suoi parrocchiani vennero obbligati da Conti Guidi a trasferirsi intorno alla pieve di Sant'Andrea per andare a popolare il nuovo centro di Empoli. Nel 1192 la chiesa di San Michele venne confermata da papa Celestino III alla pieve di Empoli.
Nel 1258 la Ecclesia Sancti Angeli de Empoli Veteri venne nuovamente confermata alla pieve empolese da papa Alessandro IV; in quel periodo la chiesa godeva di una situazione economica buona come confermato le decime pagate in quel secolo e anche l'archivio della chiesa, tuttora esistente e conservato a Pisa.
Anche se il più antico documento su questa chiesa è un falso, alla badia di San Savino spettava comunque il patronato della chiesa e questo privilegio rimase fino al 1561 quando passò all'ordine di Santo Stefano; nel 1651 lo stesso ordine intraprese dei lavori di ampliamento, sopraelevazione e decorazione. Nel 1673, in occasione di una vista apostolica, fu definita "chiesa piccola ma decente" essendo dotata di un solo altare, di un'acquasantiera su colonna, di un campanile, di una casa canonica e di un suo cimitero recintato, posto davanti alla facciata.
Nel 1787 la chiesa fu sconsacrata e annessa alla vicina chiesa di Santa Maria a Ripa; l'edificio fu poco dopo venduto a privati e nel corso dei secoli è andato progressivamente degradandosi avendo funzione prima di fienile, poi di rimessa attrezzi e infine di tinaia.
Pochi anni fa si sono conclusi i lavori di restauro che hanno recuperato le strutture architettoniche originali dove ancora esistenti e reintegrato le parti lacunose trasformando l'edificio in privata abitazione.

## Descrizione
All'interno dell'ex-chiesa, pochi anni fa, sono stati effettuati scavi archeologici condotti dall'Associazione Archeologica Volontariato Medio Valdarno sotto la direzione scientifica della Soprintendenza ai Beni Archeologici della Toscana. Dalle operazioni di scavo sono stati recuperati manufatti marmorei di epoca romana e si è potuto appurare che originariamente la chiesa di San Michele Arcangelo a Empoli Vecchio consisteva sempre in un'aula rettangolare coperta da tetto a salienti ma la struttura era più corta dell'attuale, terminante con un'abside. L'edificio religioso dunque appare come frutto di una doppia fase costruttiva e risale, nella parte più antica, presumibilmente al periodo Alto Medievale. 

### Esterno
La facciata è stata ridotta a capanna dagli interventi realizzati nel XVII secolo e un tempo era sormontata da un campanile a vela biforo; la facciata mostra chiaramente i segni di due fasi costruttive distinte dal diverso materiale impiegato per la costruzione. La fase più antica corrisponde al basamento realizzato in grandi conci di pietra serena ben spianati disposti a corsi orizzontali e paralleli ed era dotato di zoccolo modanato e decorato con liste in marmo frutto di recupero da edifici più antichi presumibilmente di età romana; al centro della facciata si trovava il portale architravato con arco a tutto sesto. Una seconda fase costruttiva è quella dell'ordine superiore realizzato con mattoni coloriti e zigrinati; in una mappa del XVI secolo dei capitani di Parte Guelfa la chiesa appare dotata di una tettoia della quale rimangono le buche pontaie tamponate e tracce della copertura sono visibili ai lati della finestra aperta in epoca rinascimentale.
Anche sulle fiancate le diverse fasi costruttive sono visibili: nella parte inferiore della fiancata settentrionale si apriva un portalino che in seguito venne chiuso per la costruzione di una volta mentre nell'ordine superiore il paramento murario è più modesto e mostra l'uso di mattoni lisci e bozze di pietra arenaria.

### Interno
Prima degli attuali lavori di rifacimento, all'interno, sotto l'intonaco settecentesco, erano visibili le tracce di decorazioni murali a finto drappeggio risalenti al XIII-XIV secolo.